# Franz Ippisch

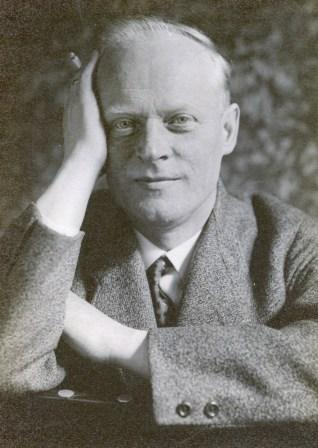
Franz Ippisch

Franz Ippisch (* 18. Juli 1883 in Wien; † 20. Februar 1958 in Guatemala-Stadt) war ein österreichischer Cellist und Komponist.

## Leben
Franz Ippisch wurde als siebentes von neun Kindern eines Justizbeamten aus Altwiener Familie geboren. Er sang als Kind im Kirchenchor und erlernte das Cellospiel. Als 15-Jähriger spielte er im Kurorchester Bad Pirawarth und begann 1898 seine Ausbildung am Konservatorium der Gesellschaft der Musikfreunde bei Reinhold Hummer (Violoncello), Josef Hoffmann (Klavier) und Hermann Graedener (Komposition). Privatunterricht nahm er bei Franz Schmidt. Während seines Studiums spielte er bereits als Cellist im Orchester der Volksoper Wien, dem er dann von 1903 bis 1933, unterbrochen von Militärdienst und Erstem Weltkrieg, als Solocellist angehörte.
Daneben betätigte sich Ippisch auch als Musiklehrer, Komponist und Kammermusiker. Er war einer der Gründer des Wiener Sedlak-Winkler-Quartetts. 1934 nahm er die wohl besser bezahlte Stelle eines Militärkapellmeisters in Salzburg an. Nach dem Anschluss (Österreich) 1938 musste er wegen der jüdischen Herkunft seiner Frau mit seiner Familie Österreich verlassen. Zuvor hatte Ippisch noch – offenbar vergeblich – in einem Brief an Adolf Hitler darum gebeten, die „unverschuldete Schmach der jüdischen Abkunft“ seiner Ehefrau, die zum Christentum konvertiert war, zu „tilgen“. Anfang Februar 1939 gelangte er nach Guatemala, wo er bald Generaldirektor der Polizei- und Militärorchester und Dirigent des Orchesters des Konservatoriums in Guatemala-Stadt wurde. Am Konservatorium lehrte er Dirigieren und Tonsatz und war Leiter des aus dem Konservatoriumsorchester hervorgegangenen nationalen Sinfonieorchesters. Er wurde so zu einer führenden Person im Musikleben Guatemalas. Er unterrichtete und beeinflusste viele Musiker, zum Beispiel Manuel Alvarado, Rafael Juárez Castellanos, Joaquín Orellana, Benigno Mejía und Jorge Álvaro Sarmientos. 1954 musste er sich krankheitshalber in den Ruhestand zurückziehen.
Ein Teilnachlass von Franz Ippisch wurde 1963 der Wienbibliothek von seinem Sohn Franz J. Ippisch geschenkt und wurde dort von Gerald Schwertberger gesichtet.
Sein Cousin Rudolf Ippisch (1878–1953) war ein Pionier der Schifffahrt auf dem Traunsee und der Erbauer der Feuerkogelseilbahn.

## Werke
„Ippisch kommt von der Spätromantik her; blühendes Melos bei einer mitunter herben, stets aber sehr lebensvollen Stimmführung und Freude am Klang sind die stilistischen Hauptmerkmale seiner Werke, die die Wiener Musiktradition weiterführen, ohne ausgesprochenes Neuland zu betreten.“ (Hans Jancik, MGG)
Orchesterwerke
- 1. Sinfonie (1926)
- 2. Sinfonie (1934)
- 3. Sinfonia Guatemalteca; mit guatemaltekischen Melodien im Finale (1941)
- 4. Sinfonie (1946)
- Sinfonietta (1951)

sowie Bearbeitungen
Konzerte
- Zwei Violinkonzerte (1913 und 1943)
- Klavierkonzert
- Violoncellokonzert

Kammermusik
- Streichsextett (1922)
- Streichquintett (1922)
- Bläserquintett (1926)
- Klarinettenquintett (1942)
- Klavierquintett (1943)
- 13 Streichquartette (zwischen 1904 und 1946)

Vokalmusik
- Deutsche Messe für Soli, gemischten Chor und Orchester (1928)
- Te deum für Soli, gemischten Chor und Orchester (1942)

## Auszeichnungen
- 1910: Goldene Palme der Belgischen Krone
- 1933: Titel Professor
- 2009: Benennung einer Verkehrsfläche in Wien-Döbling in Franz-Ippisch-Steg[3]